# Chivasso
Chivasso (piemontès Civass) és un municipi italià, situat a la regió del Piemont i a la ciutat metropolitana de Torí. L'any 2004 tenia 23.675 habitants. Limita amb els municipis de Brandizzo, Caluso, Castagneto Po, Mazzè, Montanaro, Rondissone, San Benigno Canavese, San Raffaele Cimena, San Sebastiano da Po, Verolengo i Volpiano.

## Administració
| Període | Identitat    | Partit      |
| ------- | ------------ | ----------- |
| 2005-   | Bruno Matola | Centredreta |

## Fills il·lustres
- Giuseppe Basso (1842-1895), físic i matemàtic

## Curiositats
En aquest municipi es va signar la Declaració de Chivasso entre els dirigents de la Vall d'Aosta, de les Valls arpitanes del Piemont i de les Valls Occitanes demanant autogovern.